# Ermita de la Virgen del Socorro (Cálig)
La ermita de la Virgen del Socorro de Cálig (Provincia de Castellón, España) está situada a un kilómetro de la población y envuelta en un denso paraje arbolado. El primer documento escrito que hace referencia a la advocación mariana del Socorro y a la existencia de un lugar destinado a ella está fechado el 1582. Está catalogado como Bien de Relevancia Local con código 12.03.034-001.
De la que fue primera ermita se conserva una parte de su construcción en lo que hoy es el bar, pues el nuevo santuario se levantó en el último tercio del siglo XVIII. El edificio, de estilo neoclásico con hermosas pilastras rematadas por ornamentos decorativos, recoge en su interior frescos de una gran belleza colorística pintados por J. Oliet el 1826.
En el recinto de la ermita se encuentra la hospedería, con dependencias destinadas a alquiler, y los pozos, aparte de otros servicios y zonas de recreo.

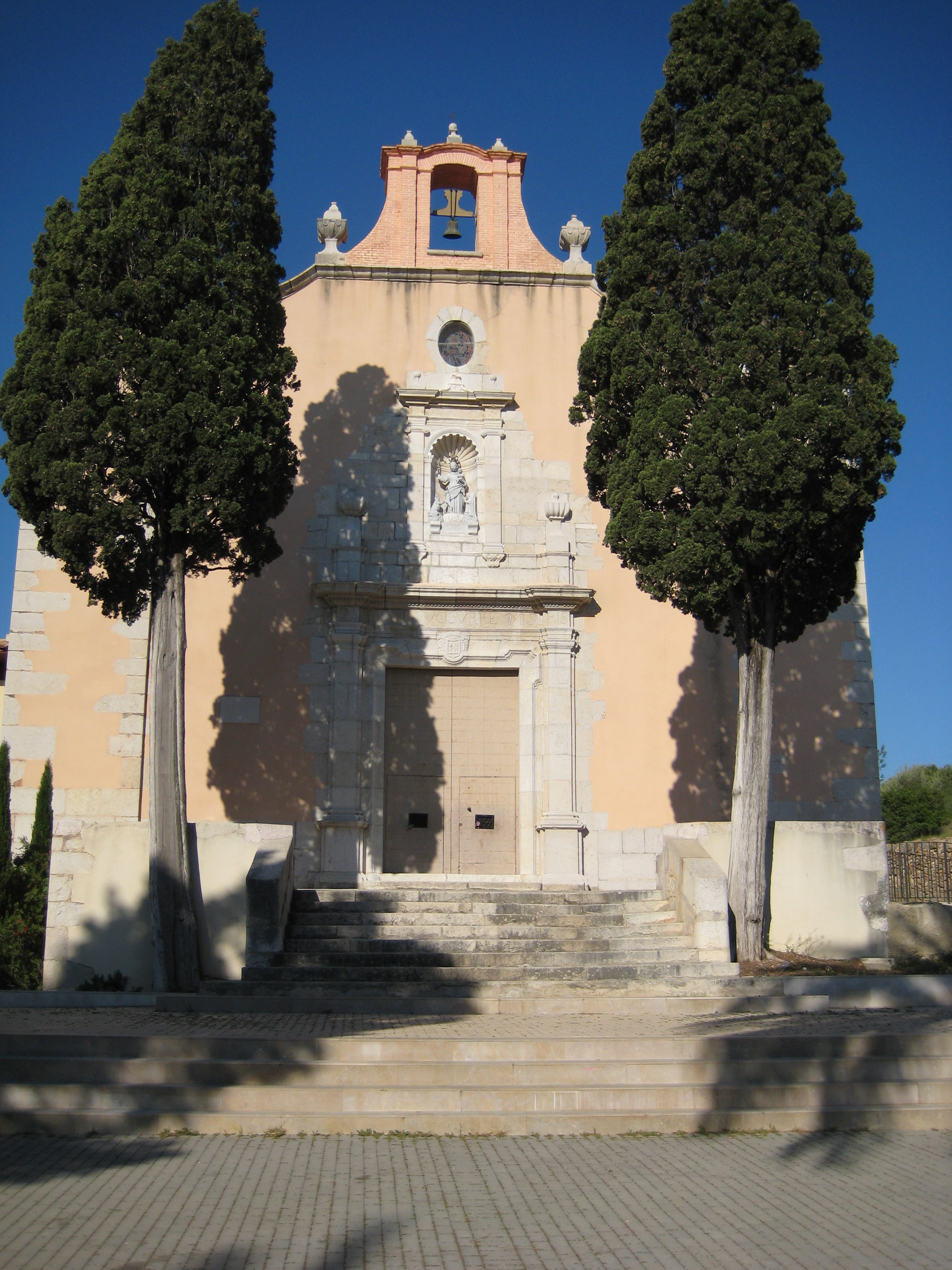
Ermita.
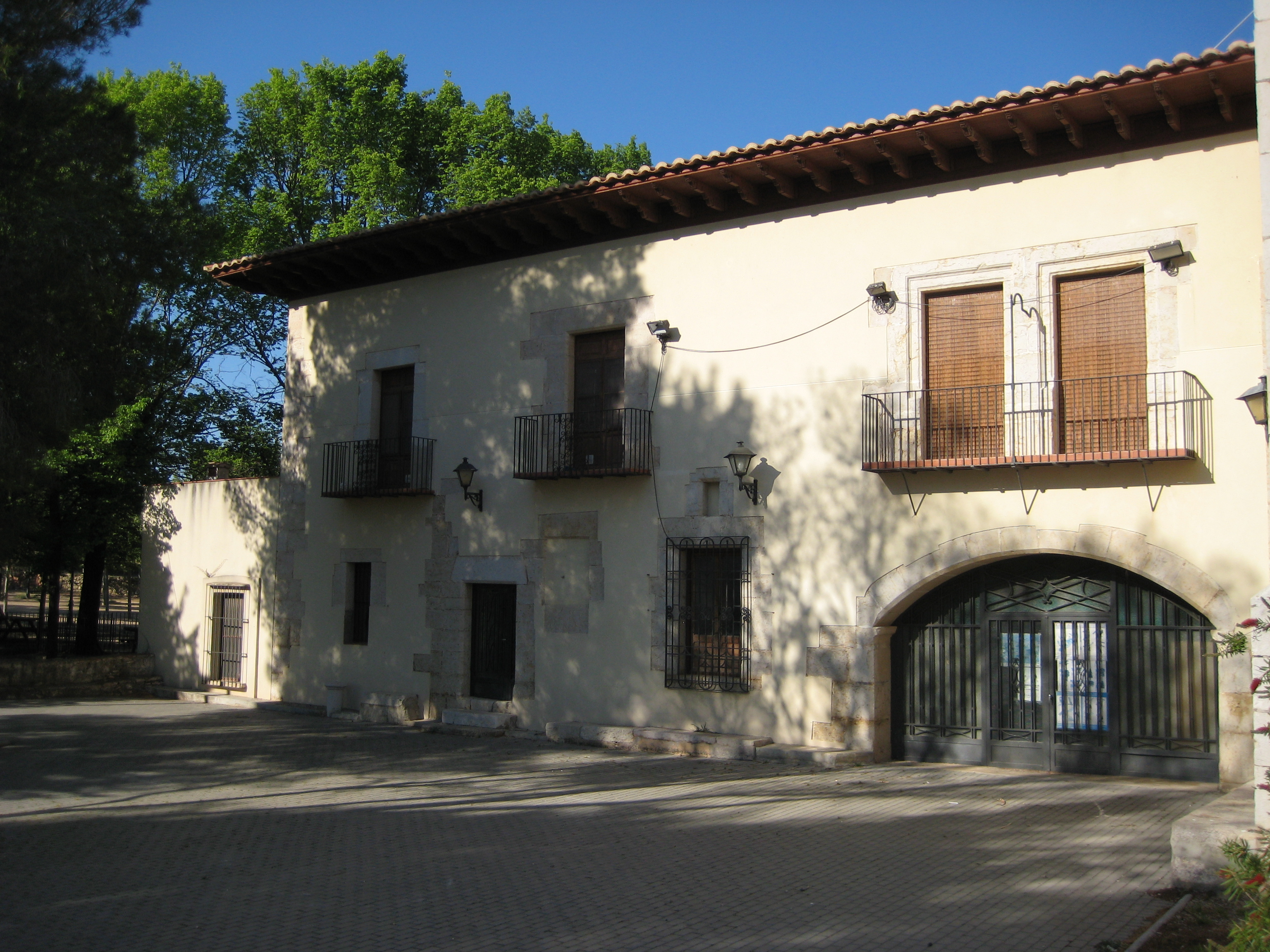
Hospedería.
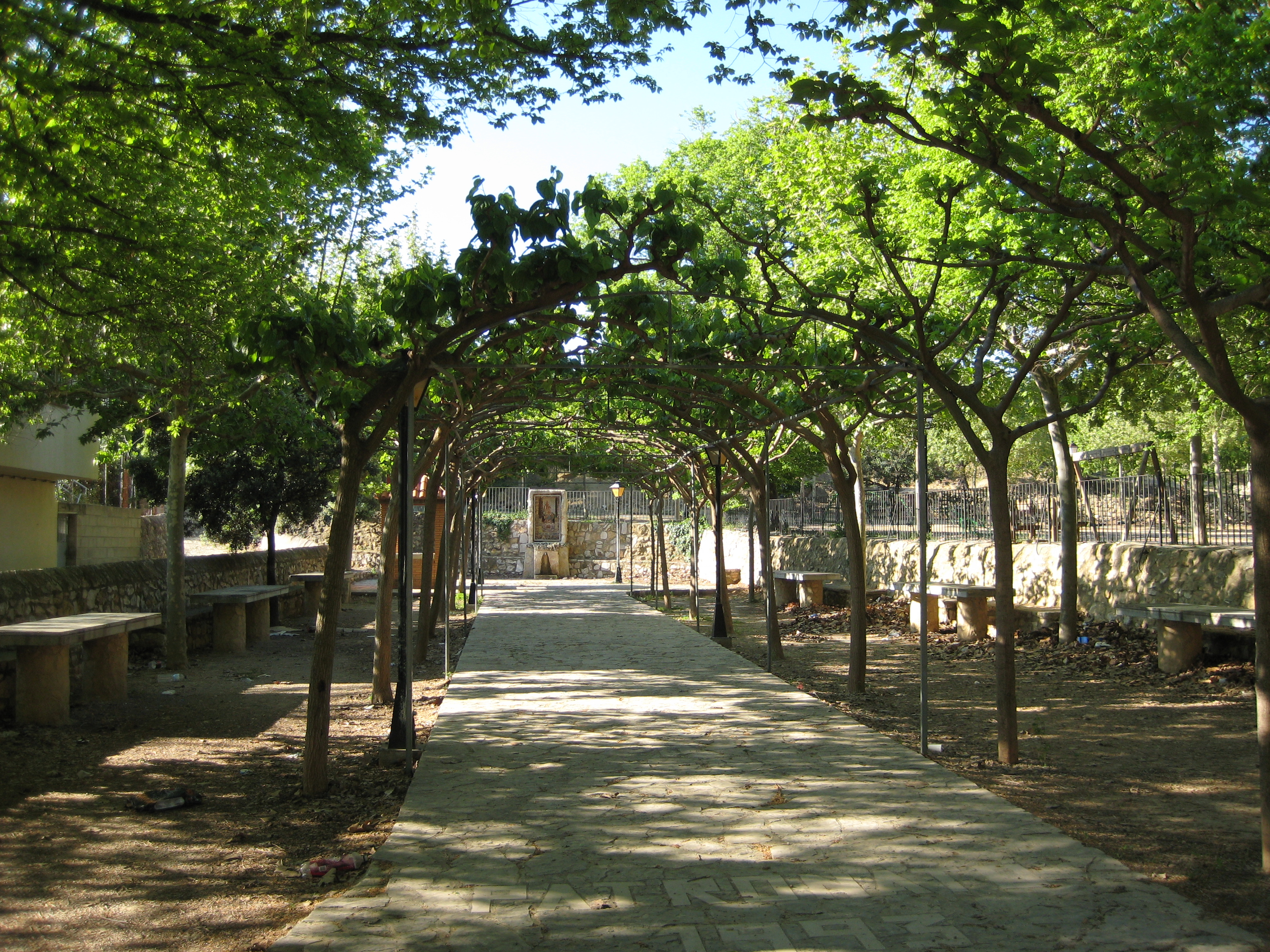
Merendero.